# Limenitis avalokita
Limenitis avalokita är en fjärilsart som beskrevs av Hans Fruhstorfer 1913. Limenitis avalokita ingår i släktet Limenitis och familjen praktfjärilar. Inga underarter finns listade i Catalogue of Life.